# Каучук (Курська область)
Каучук (рос. Каучук) — селище в Кореневському районі Курської області Російської Федерації.
Населення становить 610 осіб. Входить до складу муніципального утворення Шептуховська сільрада.

## Історія
Населений пункт розташований на території українського етнічного та культурного краю Східна Слобожанщина.
Від 2004 року входить до складу муніципального утворення Шептуховська сільрада.

## Населення
| 2002 | 2010 |
| ---- | ---- |
| 680  | ↘610 |